# Vilhelm Holm
Vilhelm Holm (Kopenhagen, 28 september 1820 – aldaar 15 oktober 1886) was een Deens altist en componist.

## Achtergrond
Vilhelm Christian Holm werd geboren binnen het gezin van politieman Peter Fredrik Holm en Sophie Margrethe Poulsen. Holm huwde Adolphine Mariane Theodora Augusta Lüttichau von Westen (1822-1875). Zij werden ouders van Ludvig Holm (violist en componist) en Marie Elisabeth Holm (pianiste) en grootouders van Peder Holm (componist).

## Muziek
Holm zou worden opgeleid tot horlogemaker, maar het lot besliste anders. Hij ging vioolspelen. Hij werd daarin opgeleid door Frederik Wexschall. In 1848 trad Holm als altviolist toe tot Det Kongelige Kapel en bleef daar tot zijn dood spelen. In dat orkest speelden ook Valdemar Tofte, Christian Schiørring en Franz Neruda, waarmee hij een strijkkwartet vormde. In 1869 werd hij benoemd tot repetitor van Det Kongelige Teater en in die hoedanigheid vroeg choreograaf August Bournonville hem muziek te componeren dan wel te arrangeren voor balletten.
Tofte werd later de docent van Ludvig Holm.

### Oeuvre balletmuziek
- La Ventana (1856)
- Fjernt fra Danmark (1860)
- Ponte molle (1866)
- Livjægerne paa Amager (1871)
- Et Æventyr i Billeder (1871)
- Mandarinens Døtre (1873)
- Weyses Minde (1874)
- Fra det forrige Aarhundrede (1875)

- Bibliothèque nationale de France: cb14830081j (data)
- Gemeinsame Normdatei: 1146811411
- International Standard Name Identifier: 0000 0000 0315 1673
- Library of Congress Control Number: no2012043931
- Virtual International Authority File: 27332174
- WorldCat: E39PBJbM4RjYdrYwGxHm3w9CcP